# Georgianí
Georgianí (Georgiani) är en ort i Grekland.   Den ligger i prefekturen Nomós Kaválas och regionen Östra Makedonien och Thrakien, i den nordöstra delen av landet, 300 km norr om huvudstaden Aten. Georgianí ligger 258 meter över havet och antalet invånare är 611.
Terrängen runt Georgianí är varierad. Runt Georgianí är det ganska tätbefolkat, med 56 invånare per kvadratkilometer. Närmaste större samhälle är Nikísiani, 1,1 km söder om Georgianí. Trakten runt Georgianí består till största delen av jordbruksmark.